# 南平旺水库
南平旺水库是中国河北省石家庄市赞皇县境内的一座水库，位于子牙河系滏阳河上，建于1977年。水库正常库容为2230万立方米，集雨面积为111平方千米，海拔为136米。